# Brunswick East
Brunswick East ist ein Stadtteil von Melbourne, Australien. Der Stadtteil gehört zum Verwaltungsgebiet (LGA) City of Merri-bek.

## Geographie

### Geographische Lage
Der Stadtteil Brunswick East liegt etwa sechs Kilometer nördlich des „Central Business Districts“, dem Stadtzentrum von Melbourne. Begrenzt wird der Stadtteil im Westen durch die Lygon Street und die Holmes Street, im Osten durch den Merri Creek, im Süden durch die Park Street, Nicholson Street und Glenlyon Road sowie im Norden durch die Moreland Road. Brunswick East verfügt sowohl über Wohnquartiere als auch Geschäftsflächen.  

### Umgebende Stadtteile
| Coburg       | Coburg        | Thornbury |
| Brunswick    |               | Northcote |
| Princes Hill | Fitzroy North | Northcote |

## Geschichte
1839 wurde die Umgebung der Stadt Brunswick, darunter auch das Gebiet des heutigen Brunswick East, begutachtet. Auf einer Fläche von 1 Meile mal ¼ Meile wurden Grundstücke abgesteckt, die zumeist von Spekulanten aufgekauft wurden. 
Eine signifikante Besiedlung des Gebietes erfolgte in den 1880ern und in der Zeit nach dem Ersten Weltkrieg. Im Jahr 1916 wurde eine Straßenbahn entlang der Lygon Street zwischen Brunswick und Brunswick East errichtet und elektrifiziert. 